# Kungsgatan, Lund

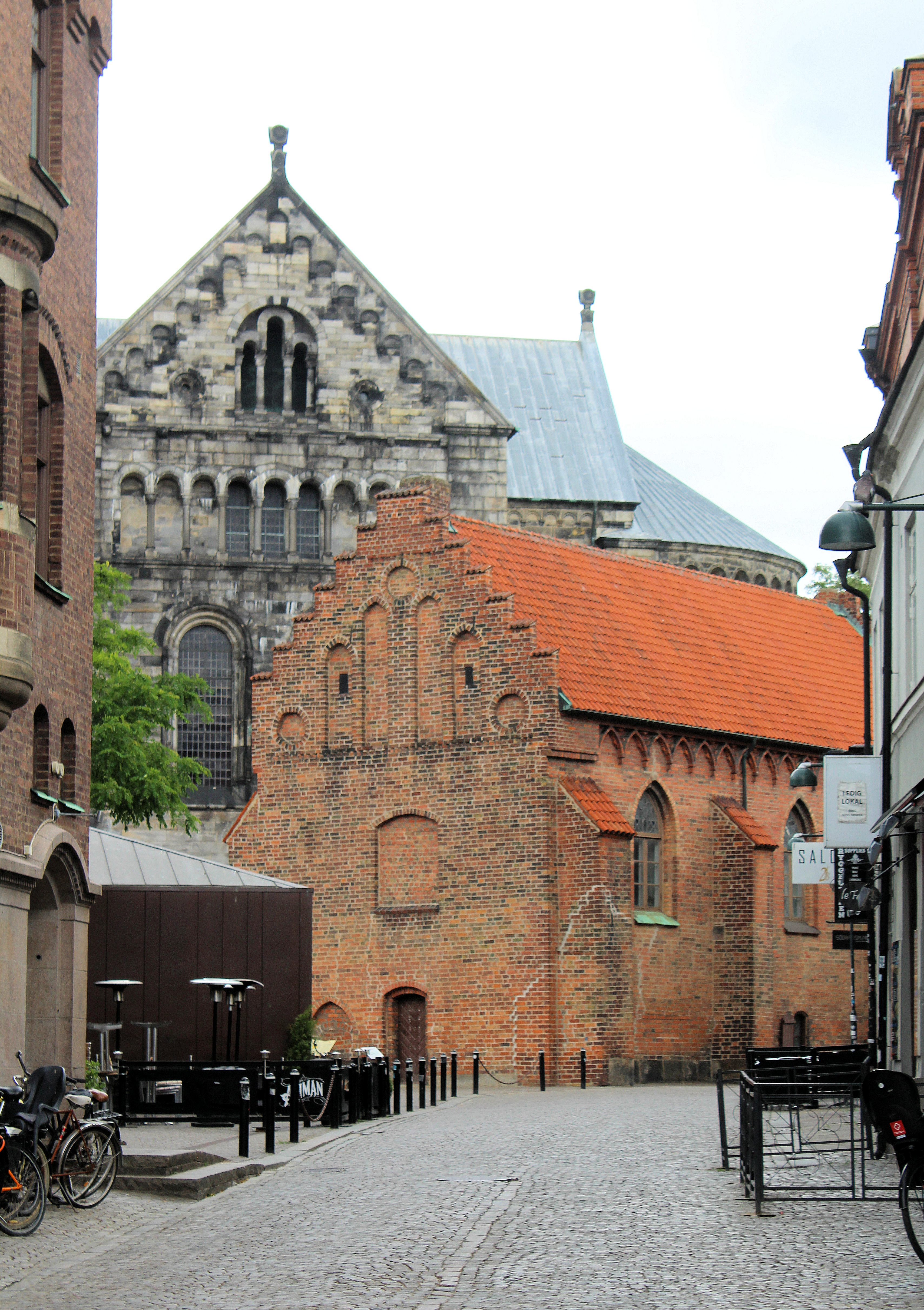
Kungsgatan söderifrån.

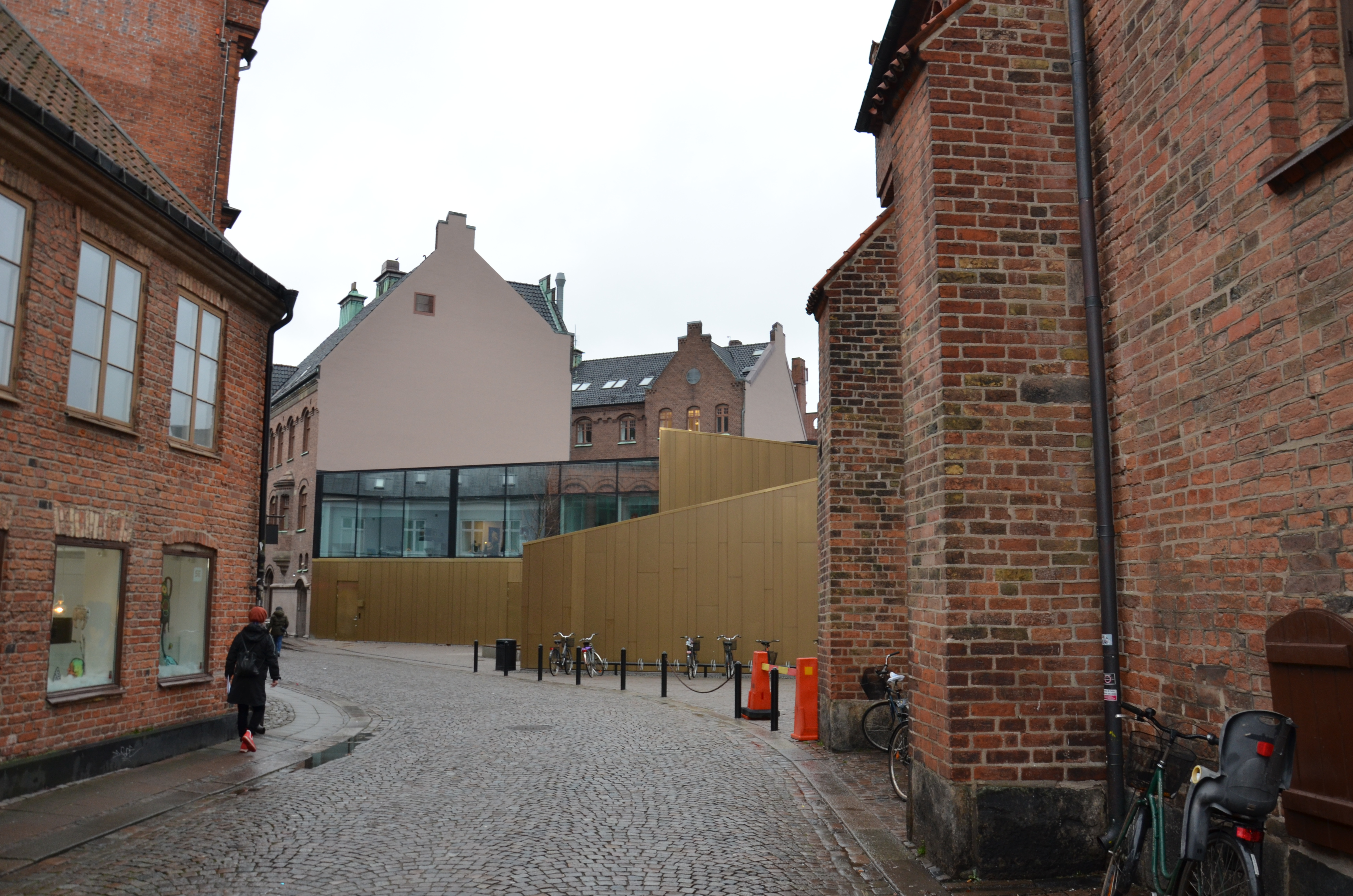
Från Liberiet.

Stora Kungsgatan runt 1900-talets början.

Kungsgatan är en kort gata i Lunds stadskärna som ansluter Stortorget med Domkyrkoplatsen och Lundagård.
Kungsgatan löper norrut från mitten på Stortorgets norra sida, förbi Liberiet och Domkyrkoplatsen och vänder österut längs Krafts torgs södra sida för att sluta vid Kiliansgatan. Det är dock bara husen vid gatans tidigare del som har Kungsgatan som adress, de hus som ligger vid Krafts torg har torget som adress.
På gatans östra och södra sida ligger kvarteret Svartbröder där präglas gatan av en medeltida kvartersstruktur med bebyggelse från 1800-talet. Den västra sidan innan Liberiet genomgick en reglering i början av 1900-talet och präglades därefter av Sydsvenska bankens byggnad i början och öppna ytor därefter.
Tidigare kallades gatan Stora Kungsgatan eftersom en del av nuvarande Kiliansgatan bar namnet Lilla Kyrkogatan. I gammalt studentspråk kallades gatan "Käppslängaregränd" eller "Käppslängaresträtet".

## Byggnader
Kungsgatan 1 och 3 avser Sydsvenska bankens byggnad respektive Domkyrkoforum, som dock har Stortorget respektive Kyrkogatan som huvudsakliga adresser. Den öppna ytan framför Domkyrkoforum utnyttjas delvis som uteservering.

### Kungsgatan 2a och b / Stortorget 3
Del av fastigheten Svartbröder 21. Två gatuhus, ett i hörnet vid Stortorget byggt 1838 och ett norr därom byggt 1860. De har sedan justerats och fick 1924 en enhetlig fasad ritad av Theodor Wåhlin.
I huset öppnades i december 1847 Apoteket Hjorten (då även kallat "Nya Apoteket") av apotekare Carl Åkerström. År 1887 utvidgades apoteket så att det tog upp hela bottenvåningen, inklusive hörnet mot Stortorget där det tidigare låg en krog.
Myndigheterna hade med tiden fått uppfattningen att Apoteket Hjorten låg för nära Universitetsapoteket Svanen. När apotekarlicensen år 1920 blev ledig efter dåvarande apotekaren J. Lindgrens död bestämdes det att efterträdaren skulle åläggas att flyttas Apoteket Hjorten till området runt Mårtenstorget. Inför apotekets flytt köptes fastigheten (inklusive Hotell Central) 1922 av handelsfirman Streijffert i Malmö. Nya lokaler för apoteket ordnades i hörnlokalen i Skandiafilms fastighet på Västra Mårtensgatan 12. Flytten försenades något, men den 1 mars 1923 kunde Apoteket Hjorten öppna i sina nya lokaler.
Hörnlokalen upptogs snart av Stortorgets väskaffär, grundad 1928. Namnet Stortorgets väskaffär levde kvar fram till 2010-talet när butiken uppgick i Accent, senare Rizzo. År 2022 sålde Rizzo butiken till Lundbergs Intressenter varefter den bytte namn till Lundbergs väskaffär.

### Kungsgatan 2c: Hotell Central
Del av fastigheten Svartbröder 21, tidigare tomt nummer 97 med adress Stora Kungsgatan 4. Ett trevåningshus i tegel byggt 1887 med detaljrik fasad. Byggdes ursprungligen av Mathilda Brulin som Hotell Central. Detta hotell ska ha varit inspiration till ett hotell i Piratenboken Tre terminer.
År 1934 togs huset över av Kristliga föreningen av unga män (KFUM). På innergården byggdes ett trevåningshus år 1927.
På bottenvåningen har länge funnits två lokaler. I den nordligare öppnade Café Ariman år 1983 som snart utmärktes för dess bohemiska prägel. Från 1997 fick kaféet även bar med rätt att sälja alkohol. Från den 14 september 1983 inhyste kaféet även ett fotogalleri i samarbete med Föreningen Fotogalleriet.
I den södra lokalen låg 2008–2010 skivaffären We Love Music och därefter fram till våren 2013 resebyrån Kilroy. I maj 2015 öppnade baren Shotluckan i lokalen. Baren hade tänkts öppna 2013, men starten fördröjdes eftersom man nekades serveringstillstånd.

### Kungsgatan 4
Fastigheten Svartbröder 1, tidigare tomt nummer 98 med adress Stora Kungsgatan 6. Ett tvåvåningshus i tegel från 1800-talets mitt som länge använts som charkuteri.
År 1881 förvärvades fastigheten och verksamheten av slaktaren O. Flink. Under hans tid som ägare genomfördes 1889 en större ombyggnad. O. Flinks köttaffär försattes i konkurs 1898. Lokalen fortsatte därefter användas som köttaffär i flera decennier, sist av Charkuteri-AB And. Andersson, som lade ner den 28 juni 1969.
Efter att köttaffären lagt ner öppnade i februari 1970 konstgalleriet Galleri Prisma IV i lokalen, som en del i galleristen Leif Nielsens "gallerikedja" Galleri Prisma. Huset övertogs av arkitekterna Yngve Lundquist och Hans Rendahl som hade sitt arkitektkontor på övervåningen. Konstsamlaren Anders Tornberg tog över som föreståndare för galleriet 1970. På 1980-talet ändrades namnet till Anders Tornberg Gallery. Tornberg stod kvar som ägare och föreståndare fram till hans död 1997. År 1999 stängdes galleriet.

### Kungsgatan 5: Liberiet
Huvudartikel: Liberiet
Ett av Lunds äldsta hus, daterat till 1400-talet med varierande användning genom åren.